# Singer Senior
Der Singer Senior war ein Mittelklassewagen, den Singer von 1928 bis 1929 als Nachfolger des 10/25 baute.
Der Wagen hatte einen Vierzylinder-Reihenmotor mit 1571 cm³ Hubraum (Bohrung × Hub = 69 mm × 105 mm). Der Motor hatte, wie sein Vorgänger,  hängende Ventile und eine untenliegende Nockenwelle. Der Wagen erreichte eine Höchstgeschwindigkeit von 90 km/h.
Der Singer Senior war als viersitziger Tourenwagen, zweisitziger Sports Tourer (Roadster) und viersitzige Limousine erhältlich.
1929 wurde der Senior ohne Nachfolger eingestellt.